# Strongylosoma derelictum
Strongylosoma derelictum är en mångfotingart som beskrevs av Filippo Silvestri 1895. Strongylosoma derelictum ingår i släktet Strongylosoma och familjen orangeridubbelfotingar. Inga underarter finns listade i Catalogue of Life.